# Saison 2022-2023 des Hawks d'Atlanta
La saison 2022-2023 des Hawks d'Atlanta est la 73e saison de la franchise en National Basketball Association (NBA) et la 55e saison dans la ville de Atlanta.

## Draft
| Tour | Choix | Joueur        | Poste | Nationalité | Provenance          |
| ---- | ----- | ------------- | ----- | ----------- | ------------------- |
| 1    | 16    | A. J. Griffin | F     | États-Unis  | Blue Devils de Duke |
| 2    | 44    | Ryan Rollins  | G     | États-Unis  | Rockets de Toledo   |

## Matchs

### Summer League
| Summer League Total: 2-3 |

| Match | Date match | Équipe              | Score    | Meilleur marqueur   | Meilleur rebondeur | Meilleur passeur   | Lieux Spectateurs      | Série |
| ----- | ---------- | ------------------- | -------- | ------------------- | ------------------ | ------------------ | ---------------------- | ----- |
| 1     | 9 juillet  | Utah                | D 66-72  | Chaundee Brown (15) | James Akinjo (8)   | James Akinjo (6)   | Cox Pavilion 0         | 0 - 1 |
| 2     | 11 juillet | La Nouvelle-Orléans | D 73-101 | Brown, Tillman (14) | Justin Tillman (6) | James Akinjo (5)   | Cox Pavilion 0         | 0 - 2 |
| 3     | 12 juillet | Miami               | V 95-88  | Tyrese Martin (21)  | Joel Ayayi (8)     | Sharife Cooper (9) | Thomas & Mack Center 0 | 1 - 2 |
| 4     | 14 juillet | San Antonio         | V 87-86  | Tyson Etienne (21)  | Joel Ayayi (11)    | Joel Ayayi (5)     | Cox Pavilion 0         | 2 - 2 |
| 5     | 16 juillet | Cleveland           | D 90-94  | Tyrese Martin (21)  | Grant Golden (8)   | Tyrese Martin (4)  | Cox Pavilion 0         | 2 - 3 |

### Pré-saison
| Pré-saison Total: 2-2 (Domicile : 1-0; Extérieur : 1-2) |

| Match | Date match | Équipe                | Score     | Meilleur marqueur    | Meilleur rebondeur  | Meilleur passeur    | Lieux Spectateurs                 | Série |
| ----- | ---------- | --------------------- | --------- | -------------------- | ------------------- | ------------------- | --------------------------------- | ----- |
| 1     | 6 octobre  | Milwaukee             | V 123-113 | Dejounte Murray (25) | Dejounte Murray (8) | Dejounte Murray (8) | Etihad Arena 11 449               | 1 - 0 |
| 2     | 8 octobre  | @ Milwaukee           | V 118-109 | Trae Young (31)      | Clint Capela (8)    | Trae Young (6)      | Etihad Arena 11 563               | 2 - 0 |
| 3     | 12 octobre | @ Cleveland           | D 99-105  | Dejounte Murray (17) | Clint Capela (15)   | Trae Young (6)      | Rocket Mortgage FieldHouse 13 072 | 2 - 1 |
| 4     | 14 octobre | @ La Nouvelle-Orléans | D 111-120 | Dejounte Murray (18) | Jalen Johnson (9)   | Trae Young (7)      | Legacy Arena 15 486               | 2 - 2 |

### Saison régulière
| Saison régulière Total: 41-41 (Domicile : 24-17; Extérieur : 17-24) |

| Match | Date match | Équipe      | Score     | Meilleur marqueur    | Meilleur rebondeur   | Meilleur passeur    | Lieux Spectateurs           | Série |
| ----- | ---------- | ----------- | --------- | -------------------- | -------------------- | ------------------- | --------------------------- | ----- |
| 1     | 19 octobre | Houston     | V 117-107 | John Collins (24)    | Onyeka Okongwu (9)   | Trae Young (13)     | State Farm Arena 17 878     | 1 - 0 |
| 2     | 21 octobre | Orlando     | V 108-98  | Trae Young (25)      | John Collins (13)    | Trae Young (13)     | State Farm Arena 17 822     | 2 - 0 |
| 3     | 23 octobre | Charlotte   | D 109-126 | Trae Young (28)      | Capela, Collins (10) | Trae Young (9)      | State Farm Arena 17 822     | 2 - 1 |
| 4     | 26 octobre | @ Détroit   | V 118-113 | Trae Young (35)      | John Collins (11)    | Dejounte Murray (8) | Little Caesars Arena 17 987 | 3 - 1 |
| 5     | 28 octobre | @ Détroit   | V 136-112 | Trae Young (36)      | Clint Capela (11)    | Trae Young (12)     | Little Caesars Arena 18 923 | 4 - 1 |
| 6     | 29 octobre | @ Milwaukee | D 115-123 | Trae Young (42)      | Clint Capela (10)    | Dejounte Murray (6) | Fiserv Forum 17 341         | 4 - 2 |
| 7     | 31 octobre | @ Toronto   | D 109-139 | Dejounte Murray (20) | John Collins (12)    | Trae Young (10)     | Scotiabank Arena 19 800     | 4 - 3 |

| Match | Date match  | Équipe              | Score          | Meilleur marqueur    | Meilleur rebondeur  | Meilleur passeur     | Lieux Spectateurs                 | Série   |
| ----- | ----------- | ------------------- | -------------- | -------------------- | ------------------- | -------------------- | --------------------------------- | ------- |
| 8     | 2 novembre  | @ New York          | V 112-99       | Dejounte Murray (36) | Clint Capela (10)   | Dejounte Murray (9)  | Madison Square Garden 19 812      | 5 - 3   |
| 9     | 5 novembre  | La Nouvelle-Orléans | V 124-121 (OT) | Trae Young (34)      | Clint Capela (19)   | Dejounte Murray (11) | State Farm Arena 17 654           | 6 - 3   |
| 10    | 7 novembre  | Milwaukee           | V 117-98       | Dejounte Murray (25) | Clint Capela (12)   | Dejounte Murray (11) | State Farm Arena 17 494           | 7 - 3   |
| 11    | 9 novembre  | Utah                | D 119-125      | Dejounte Murray (26) | Clint Capela (19)   | Trae Young (9)       | State Farm Arena 15 845           | 7 - 4   |
| 12    | 10 novembre | Philadelphie        | V 104-95       | Trae Young (26)      | Clint Capela (20)   | Dejounte Murray (8)  | State Farm Arena 16 066           | 8 - 4   |
| 13    | 12 novembre | @ Philadelphie      | D 109-121      | Trae Young (27)      | Clint Capela (15)   | Trae Young (11)      | Wells Fargo Center 20 245         | 8 - 5   |
| 14    | 14 novembre | @ Milwaukee         | V 121-106      | De'Andre Hunter (24) | Clint Capela (10)   | Trae Young (9)       | Fiserv Forum 17 341               | 9 - 5   |
| 15    | 16 novembre | Boston              | D 101-126      | Trae Young (27)      | Onyeka Okongwu (9)  | Trae Young (9)       | State Farm Arena 18 165           | 9 - 6   |
| 16    | 19 novembre | Toronto             | V 124-122 (OT) | Trae Young (33)      | Clint Capela (14)   | Trae Young (12)      | State Farm Arena 18 051           | 10 - 6  |
| 17    | 21 novembre | @ Cleveland         | D 102-114      | Trae Young (25)      | Clint Capela (12)   | Trae Young (10)      | Rocket Mortgage FieldHouse 19 432 | 10 - 7  |
| 18    | 23 novembre | Sacramento          | V 115-106      | Trae Young (35)      | Clint Capela (14)   | Trae Young (7)       | State Farm Arena 18 173           | 11 - 7  |
| 19    | 25 novembre | @ Houston           | D 122-128      | Trae Young (44)      | Onyeka Okongwu (11) | Trae Young (5)       | Toyota Center 16 669              | 11 - 8  |
| 20    | 27 novembre | Miami               | D 98-106       | John Collins (23)    | John Collins (14)   | Trae Young (14)      | State Farm Arena 17 268           | 11 - 9  |
| 21    | 28 novembre | @ Philadelphie      | D 101-104      | Hunter, Young (18)   | Clint Capela (16)   | Trae Young (10)      | Wells Fargo Center 19 778         | 11 - 10 |
| 22    | 30 novembre | @ Orlando           | V 125-108      | Trae Young (30)      | Capela, Culver (12) | Trae Young (14)      | Amway Center 15 344               | 12 - 10 |

| Match | Date match  | Équipe        | Score          | Meilleur marqueur      | Meilleur rebondeur    | Meilleur passeur     | Lieux Spectateurs            | Série   |
| ----- | ----------- | ------------- | -------------- | ---------------------- | --------------------- | -------------------- | ---------------------------- | ------- |
| 23    | 2 décembre  | Denver        | V 117-109      | Dejounte Murray (34)   | Clint Capela (11)     | Dejounte Murray (8)  | State Farm Arena 16 974      | 13 - 10 |
| 24    | 5 décembre  | Oklahoma City | D 114-121      | Dejounte Murray (24)   | Clint Capela (16)     | Trae Young (10)      | State Farm Arena 16 301      | 13 - 11 |
| 25    | 7 décembre  | @ New York    | D 89-113       | Trae Young (19)        | Clint Capela (11)     | Trae Young (6)       | Madison Square Garden 18 091 | 13 - 12 |
| 26    | 9 décembre  | @ Brooklyn    | D 116-120      | Trae Young (33)        | Clint Capela (11)     | Trae Young (9)       | Barclays Center 18 072       | 13 - 13 |
| 27    | 11 décembre | Chicago       | V 123-122 (OT) | Bogdan Bogdanović (28) | Clint Capela (14)     | Trae Young (11)      | State Farm Arena 17 227      | 14 - 13 |
| 28    | 12 décembre | @ Memphis     | D 103-128      | De'Andre Hunter (19)   | Onyeka Okongwu (10)   | Aaron Holiday (6)    | FedExForum 16 544            | 14 - 14 |
| 29    | 14 décembre | @ Orlando     | D 124-135      | De'Andre Hunter (25)   | Onyeka Okongwu (11)   | Trae Young (16)      | Amway Center 16 002          | 14 - 15 |
| 30    | 16 décembre | @ Charlotte   | V 125-106      | Trae Young (31)        | Bogdan Bogdanović (9) | Trae Young (9)       | Spectrum Center 17 772       | 15 - 15 |
| 31    | 19 décembre | Orlando       | V 126-125      | Trae Young (37)        | Onyeka Okongwu (8)    | Trae Young (13)      | State Farm Arena 17 809      | 16 - 15 |
| 32    | 21 décembre | Chicago       | D 108-110      | Trae Young (34)        | Onyeka Okongwu (11)   | Dejounte Murray (10) | State Farm Arena 17 226      | 16 - 16 |
| 33    | 23 décembre | Détroit       | V 130-105      | Murray, Young (26)     | John Collins (12)     | Trae Young (13)      | State Farm Arena 17 028      | 17 - 16 |
| 34    | 27 décembre | @ Indiana     | D 114-129      | John Collins (26)      | John Collins (10)     | Trae Young (10)      | Gainbridge Fieldhouse 16 738 | 17 - 17 |
| 35    | 28 décembre | Brooklyn      | D 107-108      | Dejounte Murray (24)   | Onyeka Okongwu (13)   | Dejounte Murray (8)  | State Farm Arena 0           | 17 - 18 |
| 36    | 30 décembre | L.A. Lakers   | D 121-130      | Trae Young (29)        | John Collins (9)      | Dejounte Murray (9)  | State Farm Arena 17 984      | 17 - 19 |

| Match | Date match | Équipe          | Score           | Meilleur marqueur      | Meilleur rebondeur   | Meilleur passeur       | Lieux Spectateurs               | Série   |
| ----- | ---------- | --------------- | --------------- | ---------------------- | -------------------- | ---------------------- | ------------------------------- | ------- |
| 37    | 2 janvier  | @ Golden State  | D 141-143 (2OT) | Trae Young (30)        | John Collins (13)    | Trae Young (14)        | Chase Center 18 064             | 17 - 20 |
| 38    | 4 janvier  | @ Sacramento    | V 120-117       | Collins, Hunter (22)   | John Collins (12)    | Trae Young (6)         | Golden 1 Center 17 611          | 18 - 20 |
| 39    | 6 janvier  | @ L.A. Lakers   | D 114-130       | Trae Young (32)        | Collins, Hunter (8)  | Trae Young (9)         | Crypto.com Arena 18 997         | 18 - 21 |
| 40    | 8 janvier  | @ L.A. Clippers | V 112-108       | Trae Young (30)        | Collins, Okongwu (9) | Trae Young (8)         | Crypto.com Arena 19 068         | 19 - 21 |
| 41    | 11 janvier | Milwaukee       | D 105-114       | Bogdan Bogdanović (22) | Hunter, Okongwu (9)  | Trois joueurs (5)      | State Farm Arena 17 154         | 19 - 22 |
| 42    | 13 janvier | @ Indiana       | V 113-111       | Trae Young (26)        | Onyeka Okongwu (20)  | Trae Young (11)        | Gainbridge Fieldhouse 16 071    | 20 - 22 |
| 43    | 14 janvier | @ Toronto       | V 114-103       | Trae Young (29)        | Onyeka Okongwu (13)  | Trae Young (9)         | Scotiabank Arena 19 800         | 21 - 22 |
| 44    | 16 janvier | Miami           | V 121-113       | Dejounte Murray (28)   | Clint Capela (6)     | Trae Young (8)         | State Farm Arena 18 007         | 22 - 22 |
| 45    | 18 janvier | @ Dallas        | V 130-122       | Dejounte Murray (30)   | Dejounte Murray (7)  | Trae Young (12)        | American Airlines Center 20 125 | 23 - 22 |
| 46    | 20 janvier | New York        | V 139-124       | Dejounte Murray (29)   | Capela, Collins (9)  | Dejounte Murray (12)   | State Farm Arena 17 711         | 24 - 22 |
| 47    | 21 janvier | Charlotte       | D 118-122       | Dejounte Murray (26)   | Clint Capela (9)     | Trae Young (12)        | State Farm Arena 17 928         | 24 - 23 |
| 48    | 23 janvier | @ Chicago       | D 100-111       | Trae Young (21)        | Clint Capela (12)    | Trae Young (13)        | United Center 20 938            | 24 - 24 |
| 49    | 25 janvier | @ Oklahoma City | V 137-132       | Trae Young (33)        | Capela, Collins (10) | Trae Young (11)        | Paycom Center 15 079            | 25 - 24 |
| 50    | 28 janvier | L.A. Clippers   | D 113-120       | Trae Young (31)        | Clint Capela (13)    | Trae Young (10)        | State Farm Arena 18 448         | 25 - 25 |
| 51    | 30 janvier | @ Portland      | D 125-129       | Trae Young (40)        | Clint Capela (15)    | Bogdanović, Murray (7) | Moda Center 18 262              | 25 - 26 |

| Match                  | Date match  | Équipe                | Score     | Meilleur marqueur      | Meilleur rebondeur  | Meilleur passeur     | Lieux Spectateurs              | Série   |
| ---------------------- | ----------- | --------------------- | --------- | ---------------------- | ------------------- | -------------------- | ------------------------------ | ------- |
| 52                     | 1er février | @ Phoenix             | V 132-100 | Dejounte Murray (21)   | Jalen Johnson (11)  | Trae Young (12)      | Footprint Center 17 071        | 26 - 26 |
| 53                     | 3 février   | @ Utah                | V 115-108 | Trae Young (27)        | Clint Capela (13)   | Dejounte Murray (8)  | Vivint Smart Home Arena 18 206 | 27 - 26 |
| 54                     | 4 février   | @ Denver              | D 108-128 | Dejounte Murray (28)   | Clint Capela (11)   | Dejounte Murray (10) | Ball Arena 19 630              | 27 - 27 |
| 55                     | 7 février   | @ La Nouvelle-Orléans | D 107-116 | Bogdan Bogdanović (22) | Clint Capela (8)    | Trae Young (16)      | Smoothie King Center 16 669    | 27 - 28 |
| 56                     | 9 février   | Phoenix               | V 116-107 | Trae Young (36)        | Clint Capela (17)   | Trae Young (12)      | State Farm Arena 17 003        | 28 - 28 |
| 57                     | 11 février  | San Antonio           | V 125-106 | Hunter, Young (24)     | Clint Capela (12)   | Trae Young (17)      | State Farm Arena 17 875        | 29 - 28 |
| 58                     | 13 février  | @ Charlotte           | D 138-144 | Trae Young (25)        | Trois joueurs (7)   | Trae Young (14)      | Spectrum Center 14 078         | 29 - 29 |
| 59                     | 15 février  | New York              | D 101-122 | De'Andre Hunter (20)   | Clint Capela (8)    | Trae Young (11)      | State Farm Arena 17 771        | 29 - 30 |
| NBA All-Star Game 2023 |             |                       |           |                        |                     |                      |                                |         |
| 60                     | 24 février  | Cleveland             | V 136-119 | Trae Young (34)        | Onyeka Okongwu (11) | Trae Young (9)       | State Farm Arena 18 065        | 30 - 30 |
| 61                     | 26 février  | Brooklyn              | V 129-127 | Trae Young (34)        | Clint Capela (12)   | Trae Young (34)      | State Farm Arena 16 983        | 31 - 30 |
| 62                     | 28 février  | Washington            | D 116-119 | Trae Young (31)        | Clint Capela (15)   | Trae Young (7)       | State Farm Arena 17 395        | 31 - 31 |

| Match | Date match | Équipe        | Score     | Meilleur marqueur    | Meilleur rebondeur    | Meilleur passeur     | Lieux Spectateurs        | Série   |
| ----- | ---------- | ------------- | --------- | -------------------- | --------------------- | -------------------- | ------------------------ | ------- |
| 63    | 3 mars     | Portland      | V 129-111 | Dejounte Murray (41) | Clint Capela (12)     | Trae Young (11)      | State Farm Arena 17 521  | 32 - 31 |
| 64    | 4 mars     | @ Miami       | D 109-117 | Saddiq Bey (22)      | Clint Capela (13)     | Trae Young (10)      | Miami-Dade Arena 19 600  | 32 - 32 |
| 65    | 6 mars     | @ Miami       | D 128-130 | Trae Young (25)      | Clint Capela (10)     | Dejounte Murray (8)  | Miami-Dade Arena 19 600  | 32 - 33 |
| 66    | 8 mars     | @ Washington  | V 122-120 | Trae Young (28)      | Bogdan Bogdanović (8) | Trae Young (10)      | Capital One Arena 15 087 | 33 - 33 |
| 67    | 10 mars    | @ Washington  | V 114-107 | Trae Young (28)      | Clint Capela (10)     | Trae Young (9)       | Capital One Arena 18 161 | 34 - 33 |
| 68    | 11 mars    | Boston        | D 125-134 | Trae Young (35)      | Capela, Collins (9)   | Trae Young (13)      | State Farm Arena 17 884  | 34 - 34 |
| 69    | 13 mars    | Minnesota     | D 115-136 | Trae Young (41)      | Onyeka Okongwu (14)   | Trae Young (7)       | State Farm Arena 17 799  | 34 - 25 |
| 70    | 17 mars    | Golden State  | V 127-119 | Trae Young (25)      | Clint Capela (9)      | Trae Young (12)      | State Farm Arena 18 201  | 35 - 25 |
| 71    | 19 mars    | @ San Antonio | D 118-126 | Dejounte Murray (22) | Clint Capela (12)     | Dejounte Murray (8)  | AT&T Center 18 201       | 35 - 26 |
| 72    | 21 mars    | Détroit       | V 129-107 | Trae Young (30)      | Clint Capela (16)     | Trae Young (12)      | State Farm Arena 17 129  | 36 - 36 |
| 73    | 22 mars    | @ Minnesota   | D 124-125 | Trae Young (29)      | Clint Capela (8)      | Trae Young (8)       | Target Center 17 136     | 36 - 37 |
| 74    | 25 mars    | Indiana       | V 143-130 | John Collins (21)    | Clint Capela (17)     | Dejounte Murray (12) | State Farm Arena 17 699  | 37 - 37 |
| 75    | 26 mars    | Memphis       | D 119-123 | Trae Young (28)      | Clint Capela (16)     | Trae Young (10)      | State Farm Arena 18 056  | 37 - 38 |
| 76    | 28 mars    | Cleveland     | V 120-118 | Dejounte Murray (29) | Bey, Capela (10)      | Trae Young (10)      | State Farm Arena 17 748  | 38 - 38 |
| 77    | 31 mars    | @ Brooklyn    | D 107-124 | Dejounte Murray (21) | Jalen Johnson (8)     | Trae Young (6)       | Barclays Center 17 849   | 38 - 39 |

| Match | Date match | Équipe       | Score          | Meilleur marqueur      | Meilleur rebondeur   | Meilleur passeur    | Lieux Spectateurs       | Série   |
| ----- | ---------- | ------------ | -------------- | ---------------------- | -------------------- | ------------------- | ----------------------- | ------- |
| 78    | 2 avril    | Dallas       | V 132-130 (OT) | Dejounte Murray (25)   | Clint Capela (11)    | Trae Young (12)     | State Farm Arena 17 678 | 39 - 39 |
| 79    | 4 avril    | @ Chicago    | V 123-105      | Bogdan Bogdanović (26) | Clint Capela (14)    | Dejounte Murray (9) | United Center 21 717    | 40 - 39 |
| 80    | 5 avril    | Washington   | V 134-116      | Trae Young (25)        | Capela, Johnson (8)  | Trae Young (16)     | State Farm Arena 17 727 | 41 - 39 |
| 81    | 7 avril    | Philadelphie | D 131-136 (OT) | Trae Young (27)        | Collins, Okongwu (8) | Trae Young (20)     | State Farm Arena 17 627 | 41 - 40 |
| 82    | 9 avril    | @ Boston     | D 114-120      | Fernando, Mathews (19) | Bruno Fernando (10)  | Aaron Holiday (6)   | TD Garden 19 156        | 41 - 41 |

### Play-in tournament
| Play-in Total: 1-0 (Domicile : 0-0; Extérieur : 1-0) |

| Match | Date match | Équipe  | Score     | Meilleur marqueur | Meilleur rebondeur | Meilleur passeur | Lieux Spectateurs    | Série |
| ----- | ---------- | ------- | --------- | ----------------- | ------------------ | ---------------- | -------------------- | ----- |
| 1     | 12 avril   | @ Miami | V 116-105 | Trae Young (25)   | Clint Capela (21)  | Trae Young (7)   | Kaseya Center 19 662 | 1 - 0 |

### Playoffs
| Playoffs Total: 2-4 (Domicile : 1-2; Extérieur : 1-2) |

| Match | Date match | Équipe   | Score     | Meilleur marqueur    | Meilleur rebondeur   | Meilleur passeur     | Lieux Spectateurs       | Série |
| ----- | ---------- | -------- | --------- | -------------------- | -------------------- | -------------------- | ----------------------- | ----- |
| 1     | 15 avril   | @ Boston | D 99-112  | Dejounte Murray (24) | Capela, Murray (8)   | Trae Young (8)       | TD Garden 19 156        | 0 - 1 |
| 2     | 18 avril   | @ Boston | D 106-119 | Dejounte Murray (29) | De'Andre Hunter (12) | Murray, Young (6)    | TD Garden 19 156        | 0 - 2 |
| 3     | 21 avril   | Boston   | V 130-122 | Trae Young (32)      | Clint Capela (11)    | Trae Young (9)       | State Farm Arena 18 536 | 1 - 2 |
| 4     | 23 avril   | Boston   | D 121-129 | Trae Young (35)      | Dejounte Murray (9)  | Trae Young (15)      | State Farm Arena 19 144 | 1 - 3 |
| 5     | 25 avril   | @ Boston | V 119-117 | Trae Young (38)      | Clint Capela (7)     | Trae Young (13)      | TD Garden 19 156        | 2 - 3 |
| 6     | 27 avril   | Boston   | D 120-128 | Trae Young (30)      | Clint Capela (10)    | Dejounte Murray (11) | State Farm Arena 19 176 | 2 - 4 |

### Confrontations en saison régulière
| Conférence Est      | Conférence Est                              | Conférence Est                              | Conférence Est                              | Conférence Est                              | Conférence Ouest                            | Conférence Ouest                            | Conférence Ouest                            |
| Division Atlantique | Division Atlantique                         | Division Atlantique                         | Division Atlantique                         | Division Atlantique                         | Division Nord-Ouest                         | Division Nord-Ouest                         | Division Nord-Ouest                         |
| Équipe              | Domicile                                    | Domicile                                    | Extérieur                                   | Extérieur                                   | Équipe                                      | Domicile                                    | Extérieur                                   |
| ------------------- | ------------------------------------------- | ------------------------------------------- | ------------------------------------------- | ------------------------------------------- | ------------------------------------------- | ------------------------------------------- | ------------------------------------------- |
| Boston              | 101-126                                     | 125-134                                     | 114-120                                     |                                             | Denver                                      | 117-109                                     | 108-128                                     |
| Brooklyn            | 107-108                                     | 129-127                                     | 116-120                                     | 107-124                                     | Minnesota                                   | 115-136                                     | 124-125                                     |
| New York            | 101-122                                     | 139-124                                     | 112-99                                      | 89-113                                      | Oklahoma City                               | 114-121                                     | 137-132                                     |
| Philadelphie        | 104-95                                      | 131-136 (OT)                                | 109-121                                     | 101-104                                     | Portland                                    | 129-111                                     | 125-129                                     |
| Toronto             | 124-122 (OT)                                |                                             | 109-139                                     | 114-103                                     | Utah                                        | 119-125                                     | 115-108                                     |
| Division            | 6–12 (Domicile : 4-5; Extérieur : 2-7)      | 6–12 (Domicile : 4-5; Extérieur : 2-7)      | 6–12 (Domicile : 4-5; Extérieur : 2-7)      | 6–12 (Domicile : 4-5; Extérieur : 2-7)      | Division                                    | 4–6 (Domicile : 2-3; Extérieur : 2-3)       | 4–6 (Domicile : 2-3; Extérieur : 2-3)       |
| Division Centrale   | Division Centrale                           | Division Centrale                           | Division Centrale                           | Division Centrale                           | Division Pacifique                          | Division Pacifique                          | Division Pacifique                          |
| Équipe              | Domicile                                    | Domicile                                    | Extérieur                                   | Extérieur                                   | Équipe                                      | Domicile                                    | Extérieur                                   |
| Chicago             | 123-122 (OT)                                | 108-110                                     | 100-111                                     | 123-105                                     | Golden State                                | 127-119                                     | 141-143 (2OT)                               |
| Cleveland           | 136-119                                     | 120-118                                     | 102-114                                     |                                             | L.A. Clippers                               | 113-120                                     | 112-108                                     |
| Detroit             | 113-105                                     | 129-107                                     | 118-113                                     | 136-112                                     | L.A. Lakers                                 | 121-130                                     | 114-130                                     |
| Indiana             | 143-130                                     |                                             | 114-129                                     | 113-111                                     | Phoenix                                     | 116-107                                     | 132-100                                     |
| Milwaukee           | 117-98                                      | 105-114                                     | 115-123                                     | 121-106                                     | Sacramento                                  | 115-106                                     | 120-117                                     |
| Division            | 11–6 (Domicile : 7-2; Extérieur : 4-4)      | 11–6 (Domicile : 7-2; Extérieur : 4-4)      | 11–6 (Domicile : 7-2; Extérieur : 4-4)      | 11–6 (Domicile : 7-2; Extérieur : 4-4)      | Division                                    | 7–4 (Domicile : 3-2; Extérieur : 4-2)       | 7–4 (Domicile : 3-2; Extérieur : 4-2)       |
| Division Sud-Est    | Division Sud-Est                            | Division Sud-Est                            | Division Sud-Est                            | Division Sud-Est                            | Division Sud-Ouest                          | Division Sud-Ouest                          | Division Sud-Ouest                          |
| Équipe              | Domicile                                    | Domicile                                    | Extérieur                                   | Extérieur                                   | Équipe                                      | Domicile                                    | Extérieur                                   |
|                     |                                             |                                             |                                             |                                             | Dallas                                      | 132-130 (OT)                                | 130-122                                     |
| Charlotte           | 109-126                                     | 118-122                                     | 125-106                                     | 138-144                                     | Houston                                     | 117-107                                     | 122-128                                     |
| Miami               | 98-106                                      | 121-113                                     | 109-117                                     | 128-130                                     | Memphis                                     | 119-123                                     | 103-128                                     |
| Orlando             | 108-98                                      | 126-125                                     | 125-108                                     | 124-135                                     | New Orleans                                 | 124-121 (OT)                                | 107-116                                     |
| Washington          | 116-119                                     | 134-116                                     | 122-120                                     | 114-107                                     | San Antonio                                 | 125-106                                     | 118-126                                     |
| Division            | 8–8 (Domicile : 4-4; Extérieur : 4-4)       | 8–8 (Domicile : 4-4; Extérieur : 4-4)       | 8–8 (Domicile : 4-4; Extérieur : 4-4)       | 8–8 (Domicile : 4-4; Extérieur : 4-4)       | Division                                    | 5–5 (Domicile : 4-1; Extérieur : 1-4)       | 5–5 (Domicile : 4-1; Extérieur : 1-4)       |
| Conférence          | 26–26 (Domicile : 15–11; Extérieur : 11–15) | 26–26 (Domicile : 15–11; Extérieur : 11–15) | 26–26 (Domicile : 15–11; Extérieur : 11–15) | 26–26 (Domicile : 15–11; Extérieur : 11–15) | Conférence                                  | 15–15 (Domicile : 9–6; Extérieur : 6–9)     | 15–15 (Domicile : 9–6; Extérieur : 6–9)     |
| Total               | 41–41 (Domicile : 24–17; Extérieur : 17–24) | 41–41 (Domicile : 24–17; Extérieur : 17–24) | 41–41 (Domicile : 24–17; Extérieur : 17–24) | 41–41 (Domicile : 24–17; Extérieur : 17–24) | 41–41 (Domicile : 24–17; Extérieur : 17–24) | 41–41 (Domicile : 24–17; Extérieur : 17–24) | 41–41 (Domicile : 24–17; Extérieur : 17–24) |

## Classements
| Conférence Est | Conférence Est             | Conférence Est | Conférence Est | Conférence Est | Conférence Est | Conférence Est | Conférence Est |
| No             | Franchise                  | Vic.           | Déf.           | MJ             | V/D            | GB             |                |
| -------------- | -------------------------- | -------------- | -------------- | -------------- | -------------- | -------------- | -------------- |
| 1              | z - Bucks de Milwaukee     | 58             | 24             | 82             | .707           | -              |                |
| 2              | y - Celtics de Boston      | 57             | 25             | 82             | .695           | 1              |                |
| 3              | x - 76ers de Philadelphie  | 54             | 28             | 82             | .659           | 4              |                |
| 4              | x - Cavaliers de Cleveland | 51             | 31             | 82             | .622           | 7              |                |
| 5              | x - Knicks de New York     | 47             | 35             | 82             | .573           | 11             |                |
| 6              | x - Nets de Brooklyn       | 45             | 37             | 82             | .549           | 13             |                |
|                |                            |                |                |                |                |                |                |
| 7              | x - Heat de Miami          | 44             | 38             | 82             | .537           | 14             |                |
| 8              | y - Hawks d'Atlanta        | 41             | 41             | 82             | .500           | 17             |                |
| 9              | pi - Raptors de Toronto    | 41             | 41             | 82             | .500           | 17             |                |
| 10             | pi - Bulls de Chicago      | 40             | 42             | 82             | .488           | 18             |                |
|                |                            |                |                |                |                |                |                |
| 11             | o - Pacers de l'Indiana    | 35             | 47             | 82             | .427           | 23             |                |
| 12             | o - Wizards de Washington  | 35             | 47             | 82             | .427           | 23             |                |
| 13             | o - Magic d'Orlando        | 34             | 48             | 82             | .415           | 24             |                |
| 14             | o - Hornets de Charlotte   | 27             | 55             | 82             | .329           | 31             |                |
| 15             | o - Pistons de Détroit     | 17             | 65             | 82             | .207           | 41             |                |

| Division Sud-Est          | V  | D  | MJ | V/D  | GB | Dom   | Ext   | Div  |
| ------------------------- | -- | -- | -- | ---- | -- | ----- | ----- | ---- |
| y - Heat de Miami         | 44 | 38 | 82 | .537 | –  | 27-14 | 17-24 | 10-6 |
| pi - Hawks d'Atlanta      | 41 | 41 | 82 | .500 | 3  | 24-17 | 17-24 | 8-8  |
| o - Wizards de Washington | 35 | 47 | 82 | .427 | 9  | 19-22 | 16-25 | 8-8  |
| o - Magic d'Orlando       | 34 | 48 | 82 | .415 | 10 | 20-21 | 14-27 | 7-9  |
| o - Hornets de Charlotte  | 27 | 55 | 82 | .329 | 17 | 13-28 | 14-27 | 7-9  |